# Luigi Carpaneda
Luigi Carpaneda (Milaan, 28 november 1925 – aldaar, 14 december 2011) was een Italiaans schermer. Hij won twee medailles in het teamfloret-onderdeel op de Olympische Zomerspelen waaronder een gouden medaille op de Zomerspelen van 1956 in Melbourne. 